# Yuan Shu-chi
Yuan Shu-chi (9 de novembro de 1984) é uma arqueira taiwanesa, medalhista olímpica.

## Carreira
Yuan Shu-chi representou seu país nos Jogos Olímpicos em 2004 e 2008, ganhando a medalha de bronze por equipes em 2004. 